# Ностокальні
Ностокальні (Nostocales) — порядок ціанобактерій. Це нитчасті нерозгалужені ціанобактерії, що продукують гетероцисти або акінети.

## Поширення
Ностокальні водорості поширені у морях, континентальних водоймах, у ґрунтах і, завдяки здатності до фіксації атмосферного азоту, відіграють важливу роль у планетарному кругообігу азоту.

## Родини
- Aphanizomenonaceae Elenkin
- Capsosiraceae (Geitler) Elenkin
- Chlorogloeopsidaceae (Mitra) Mitra & Pandey
- Fortieaceae
- Gloeotrichiaceae Komárek et al. 2014
- Godleyaceae Hauer, Mareš, Bohunická, Johansen, & Berrendero-Gomez
- Hapalosiphonaceae Elenkin
- Nostocaceae C. A. Agardh ex Kirchner
- Rivulariaceae Kützing ex Bornet & Flahault
- Scytonemataceae Rabenhorst ex Bornet & Flahault
- Stigonemataceae Borzì
- Symphyonemataceae Hoffmann, Komárek, & Kaštovský
- Tolypothrichaceae Hauer, Mareš, Bohunická, Johansen, & Berrendero-Gomez